# Uniwersytet Kairski
Uniwersytet Kairski (arab.: جامعة القاهرة, Dżamijjat al Kahira) – państwowa uczelnia w stolicy Egiptu, Kairze.

## Nazwa
Pierwotnie kairska uczelnia nosiła nazwę Uniwersytet Egipski, przemianowaną następnie na Uniwersytet Króla Fuada I. Po obaleniu monarchii i powołaniu do życia republiki w 1953 roku uzyskał obecną nazwę.

## Historia
Uniwersytet Kairski rozpoczął oficjalnie swoją działalność 21 grudnia 1908 roku. Został założony jako przeciwwaga dla islamskiego uniwersytetu Al-Azhar i stał się wzorem dla innych, arabskich uczelni państwowych. 

## Wydziały
- Wydział Nauk Ścisłych
- Wydział Rolnictwa
- Wydział Archeologii
- Wydział Nauk Humanistycznych
- Wydział Handlu
- Wydział Komputerów i Nauk Informatycznych
- Wydział Dar El-Ulum
- Wydział Dentystyczny
- Wydział Ekonomii i Nauk Politycznych
- Wydział Inżynierii
- Wydział Prawa
- Wydział Komunikacji Masowej
- Wydział Medycyny
- Wydział Farmacji
- Wydział Fizjoterapii
- Wydział Planowania Regionalnego i Miejskiego
- Wydział Medycyny Weterynaryjnej

## Znani absolwenci
- Jasir Arafat,
- Muhammad el-Baradei,
- Boutros Boutros-Ghali,
- Saddam Husajn,
- Taha Husajn,
- Nadżib Mahfuz,
- Omar Sharif,
- Szenuda III,
- Amjed Tanutoun
- Ajman az-Zawahiri.